# Luzia de Maria
Luzia de Maria Rodrigues Reis (n. 12 de diciembre de 1949) es una escritora brasileña, autora de ficción, literatura infantojuvenil y ensayista sobre literatura, lectura y educación nutricional. Posee un doctorado por la USP, y profesora titular de la Universidad Federal Fluminense.

## Algunas publicaciones

### Libros
- Sortilégios do avesso: razão e loucura na literatura brasileira. Volumen 30 de Coleção ensaios transversais. Editor Escrituras, 316 pp. ISBN 8575311700 2005

- Te Cuida! - Belleza, inteligencia y salud están en la mira. Editora Vozes, 2004

- Minha caixa de sonhar II. Editor Globo. 116 pp. ISBN 8525035793 2004

- Drummond: um olhar amoroso. Editor Escrituras, 111 pp. ISBN 8575310356 2002

- Leitura & Colheita - Libros, lectura y formación de lectores, Editora Vozes, 174 pp. 2002

- Machado de Assis: as artimanhas do humano. Volumen 77 de Coleção Encanto Radical. Edición reimpresa de Editora Brasiliense, 85 pp. ISBN 8511030778, 1986

- Wikiquote alberga frases célebres de o sobre Luzia de Maria.

- Datos: Q5985051